# Aeropuerto de Berens River

El Aeropuerto de Berens River (del inglés: Berens River Airport) (IATA: YBV, OACI: CYBV) está ubicado adyacente a la boca del Río Berens y sirve a Berens River, Manitoba, Canadá. 

## Aerolíneas y destinos
- Perimeter Airlines
  - Winnipeg / Aeropuerto Internacional de Winnipeg-Armstrong